# Christoph Georg von Luck
Christoph Georg von Luck (* vor 1692; † 1766) war ein preußischer Oberst und Chef des Garnisonsregiments Nr. 1.

## Leben

### Herkunft
Christoph Georg war Angehöriger des Adelsgeschlechts von Luck und stammte aus Crossen. Seine Eltern waren Christoph George von Luck (1660–1712), Erbherr auf Plau sowie anteilig Schönow und Muschten, und Sophie Eleonore von Glaubitz und Brieg (1665–1730). Von seinen Brüdern avancierte Christoph Franz von Luck (1688–1743) zum preußischen Oberstleutnant und Franz von Luck zum preußischen Leutnant.

### Militärkarriere
Seine Laufbahn in der Preußischen Armee begann zunächst im Regiment „Anhalt“. Er stieg stetig auf und avancierte schließlich 1743 zum Major. 1744 kommandierte er ein Grenadierbataillon, das auf den Grenadierkompanien der Regimenter „Kleist“ und „Wendessen“ errichtet wurde. Am 13. Juni 1747 erhielt er, jetzt Major im Regiment Dietrich zu Fuß, anlässlich der Generalrevue in Magdeburg mit 18 anderen Offizieren den Orden Pour le Mérite. Im September 1754 wurde er zum Oberst befördert und erhielt das Garnisonsbataillon Nr. 1. Im April 1757 bekam er auf eigenen Antrag den Abschied und erhielt Versorgung.
Er starb 1766 unvermählt und die Linie Schönow-Plau fand mit ihm ihren Ausgang im Mannesstamm.